# Penion benthicolus delli
Penion benthicolus delli es una subespecie de molusco gasterópodo de la familia Buccinidae. 

## Distribución geográfica
Se encuentra en Nueva Zelanda